# Cyrill Brosset
Cyrill Brosset, född 20 september 1908 i Lübeck i Tyskland, död 14 september 2002 i Onsala i Hallands län, var en svensk kemist och konstnär. Han var från 1953 professor i oorganisk kemi vid Chalmers. Brosset var bror till Alexis Brosset samt från 1934 gift med Charlotta Björnstjerna. Vidare var han far till dansösen Yvonne Brosset. I sitt andra gifte var han svärson till Erik Baumann.

## Biografi
Cyrill Brosset, som var son till generalkonsul Theodor Brosset och Tamara Egoroff, avlade studentexamen vid Beskowska skolan i Stockholm 1927, avlade filosofie kandidatexamen vid Stockholms högskola 1934 och filosofie licentiatexamen i kemi 1936 samt disputerade för filosofie doktorsgrad vid Stockholms högskola 1942 på avhandlingen Elektrokemisk och röntgenkristallografisk undersökning av komplexa aluminiumfluorider. Han var assistent vid institutet för materialkunskap vid Kungliga Konsthögskolan 1934—1941, var amanuens i kemi vid Stockholms högskola 1942—1945, var assistent hos professor Arne Ölander 1945—1946, var docentstipendiat vid Stockholms högskola 1946-1949 och var tillförordnad laborator i kemi vid Stockholms högskola 1949.
Han var genom kallelse ordinarie laborator i kemi vid Stockholms högskola 1950-1953, förordnades till docent i fysikalisk och oorganisk kemi vid Stockholms högskola 1942, fakultetsopponent vid disputationsakter 1944, 1950 och 1951, var konsult vid Svenska Aloxidverken AB 1942—1944, var lärare i kemi och sprängämneslära vid Kungliga Sjökrigsskolan 1945-1953. Brosset blev 1946 konsult vid Försvarets Forskningsanstalt, Avdelning 1 och var speciallärare i allmän kemi vid Kungliga Tekniska högskolan 1951-1953. Han företog studieresor till Danmark 1939 och till Norge 1948 samt blev ledamot av Svenska nationalkommittén för kristallografi år 1950. Han invaldes 1972 som ledamot av Ingenjörsvetenskapsakademien. ,
Vid sidan av sitt arbete var han verksam som konstnär. Hans konst består av stilleben, interiörer, landskap och porträtt i olja eller tempera. Han medverkade i Sveriges allmänna konstförenings utställningar på Liljevalchs konsthall i Stockholm.

## Utmärkelser
- Kommendör av Nordstjärneorden, 5 juni 1971.[2]